# Follow me home (automóvil)

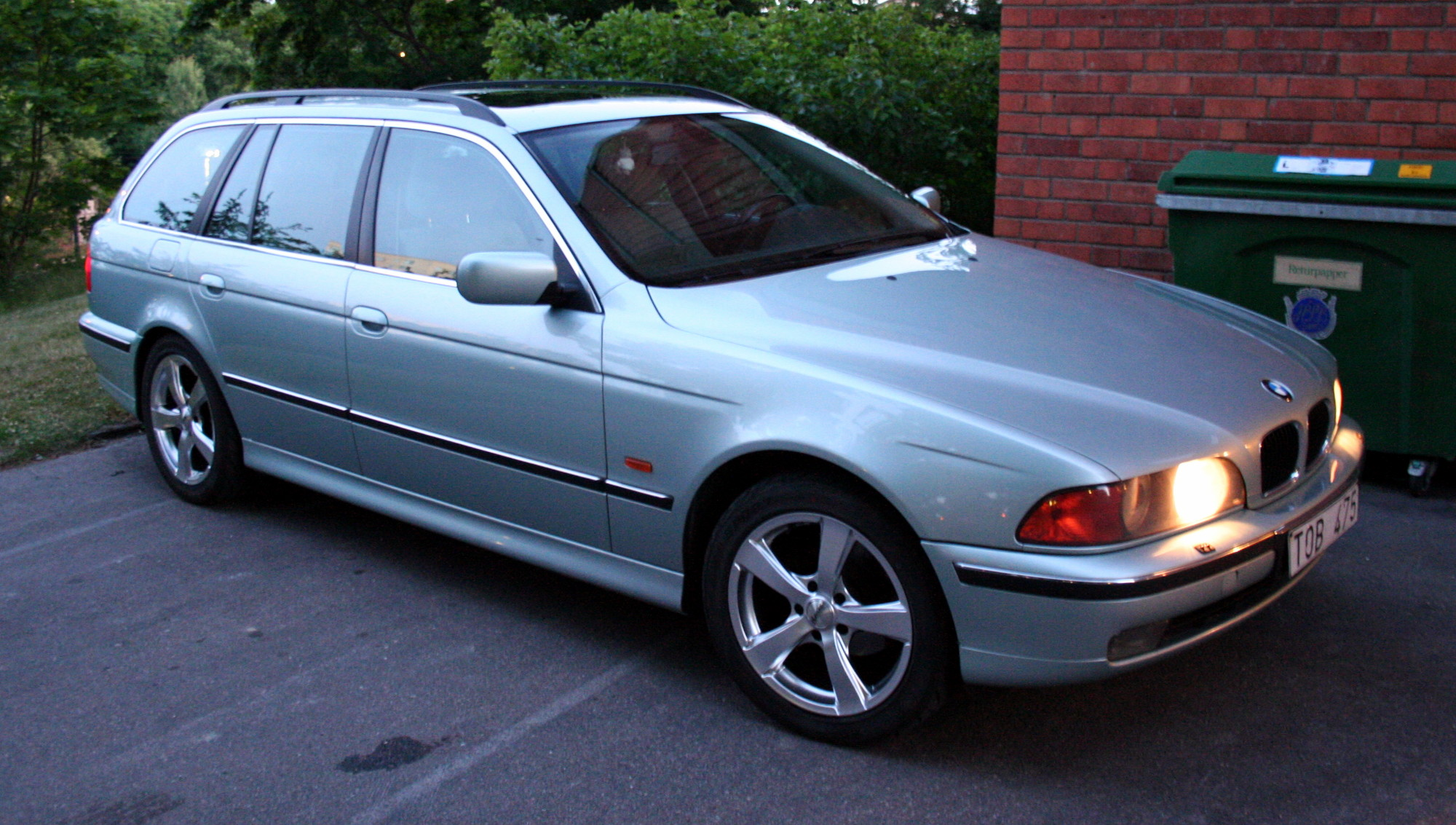
Muchos automóviles ya incorporan el sistema Follow me home.

Follow me home (en español, Sígueme o Llévame a casa) es un sistema que hace que las luces interiores y los faros de un automóvil permanezcan encendidos desde segundos a minutos después de su cierre. Es una función de reciente aparición en los automóviles aunque tiene su origen en la antigua función de los automóviles que a la hora de abrir las puertas se encendían las luces interiores para iluminar el habitáculo.

## Función
Su principal función es iluminar el interior del automóvil para hacer más fácil el acceso o la salida en situaciones con poca luz o total oscuridad. Las lámparas interiores iluminan el habitáculo y los faros iluminan el exterior, aunque en algunos sistemas Follow me home los faros no están incluidos. Este sistema lo incorporan en sus automóviles gran variedad de marcas y cada vez está más extendido.